# Zbigniew Koruba
Zbigniew Stanisław Koruba (ur. 15 października 1957 w Trzebnicy) – polski inżynier mechanik, profesor nauk technicznych, profesor Politechniki Świętokrzyskiej i jej rektor w kadencji 2020–2024.

## Życiorys
Absolwent I Liceum Ogólnokształcącego im. Tadeusza Kościuszki w Busku-Zdroju. W 1982 ukończył z wyróżnieniem studia na Wydziale Mechanicznym Kijowskiego Instytutu Inżynierów Lotnictwa Cywilnego. Doktoryzował się w 1990 na macierzystej uczelni w oparciu o pracę pt. Planowanie w zadaniach identyfikacji charakterystyk aerodynamicznych. Stopień naukowy doktora habilitowanego uzyskał w 2001 w Wojskowej Akademii Technicznej im. Jarosława Dąbrowskiego na podstawie pracy zatytułowanej: Dynamika i sterowanie giroskopem na pokładzie obiektu latającego. Tytuł profesora nauk technicznych otrzymał 7 października 2010.
W latach 1982–1984 był nauczycielem w szkole średniej. W latach 2007–2009 pracował w Centrum Badań Kosmicznych PAN.
Od 1984 związany z Politechniką Świętokrzyską, na której doszedł do stanowiska profesora. W kadencji 2012–2016 był dziekanem Wydziału Mechatroniki i Budowy Maszyn, natomiast w latach 2016–2020 pełnił funkcję prorektora PŚk do spraw badań naukowych i współpracy z przemysłem. W lipcu 2020 został wybrany na rektora Politechniki Świętokrzyskiej w kadencji 2020–2024, pokonując w drugiej turze głosowania dr hab. Pawła Łaskiego.
Specjalizuje się m.in. w dynamice i sterowaniu układów mechanicznych, systemach naprowadzania broni precyzyjnego rażenia i symulacjach komputerowych ruchu obiektów latających. Opublikował ponad 250 prac, w tym ponad 25 w czasopismach z listy filadelfijskiej. Jest również autorem lub współautorem pięciu monografii, w tym jednej wydanej za granicą (Classical Mechanics. Applied Mechanics and Mechatronics, Springer 2012). Wypromował sześciu doktorów nauk technicznych. Został członkiem Sekcji Dynamiki Układów Komitetu Mechaniki PAN.
Według własnego oświadczenia, we wrześniu 1986 funkcjonariusze Służby Bezpieczeństwa szantażowali go i grozili mu, próbując zmusić do współpracy. W obawie o żonę i dziecko oraz z obawy przed aresztowaniem podpisał „pod presją dokument wymuszony przez funkcjonariuszy”. Następnego dnia złożył skargę i „wycofał się ze wszystkiego”. W 2012 złożył oświadczenie lustracyjne, że nigdy nie pracował, nie pełnił służby, ani nie był współpracownikiem organów bezpieczeństwa państwa w okresie PRL. W 2014 Instytut Pamięci Narodowej, w przedmiocie zgodności z prawdą tego oświadczenia, nie stwierdził podstaw do skierowania do sądu wniosku o wszczęcie postępowania lustracyjnego i pozostawił sprawę bez dalszego biegu.
W 2003 został odznaczony Srebrnym Krzyżem Zasługi.